# Harpactea golovatchi
Harpactea golovatchi là một loài nhện trong họ Dysderidae.
Loài này thuộc chi Harpactea. Harpactea golovatchi được miêu tả năm 1989 bởi Dunin.